# Apple A17
Az Apple A17 Pro egy 64 bites ARM alapú egylapkás rendszer (SoC),
amelyet az Apple Inc. tervezett és a TSMC gyártott.
Csak az iPhone 15 Pro és iPhone 15 Pro Max modellekben használják.
Ez az első széles körben elérhető 3 nanométeres folyamattal gyártott SoC.

## Tervezés
Az Apple A17 Pro egy Apple által tervezett 64 bites, hatmagos CPU-val rendelkezik, ezek közül kettő nagy teljesítményű mag, melyek 3,78 GHz-en futnak, és négy energiatakarékos mag, melyek maximális órajele 2,11 GHz. A cég állítása szerint az új, nagy teljesítményű magok 10%-kal gyorsabbak a továbbfejlesztett elágazásbecslés és a szélesebb dekódoló és végrehajtó egységek miatt, valamint hogy az új energiatakarékos magok gyorsabbak és 3-szor hatékonyabbak versenytársaiknál. A RAM mennyiségét a korábbi 6 GiB-ről 8 GiB-ra növelték.
Az A17 Pro egy újabb Apple által tervezett hatmagos GPU-t tartalmaz, amely az Apple állítása szerint 20%-kal gyorsabb és a cég szerint ez volt a legnagyobb áttervezés az Apple GPU-k történetében. A GPU-ban megjelent a hardveresen gyorsított sugárkövetés és a hálós árnyékolás (mesh shading) támogatása. A csip része a 16 magos „Neural Engine” neurális hálózati gyorsító, melynek teljesítménye 35 billió művelet másodpercenként. Az A17 Pro támogatja az AV1 videokodek dekódolását és az USB 3.2 Gen 2 átviteli szabványt (ez max. 10 Gbit/s / 1,25 GBps sebességet biztosít). Az A17 Pro 19 milliárd tranzisztort tartalmaz, ami 19%-os növekedést jelent az A16 16 milliárdos tranzisztorszámához képest. A TSMC 3 nanométeres N3B folyamatával készül.

## Apple A17 Pro-t tartalmazó termékek
- iPhone 15 Pro és 15 Pro Max

## Az A15, A16 és A17 összehasonlítása
| Változat       | CPU magok (P+E) | GPU magok | GPU EU | Grafikus ALU | Neural Engine magok | Memória (GiB) | Tranzisztor- szám |
| -------------- | --------------- | --------- | ------ | ------------ | ------------------- | ------------- | ----------------- |
| A15 Bionic 5nm | 5 (2+3)         | 5         | 80     | 640          | 16                  | 4             | 15 milliárd       |
| A15 Bionic 5nm | 6 (2+4)         | 4         | 64     | 512          | 16                  | 4             | 15 milliárd       |
| A15 Bionic 5nm | 6 (2+4)         | 5         | 80     | 640          | 16                  | 4–6           | 15 milliárd       |
| A16 Bionic 4nm | 6 (2+4)         | 5         | 80     | 640          | 16                  | 6             | 16 milliárd       |
| A17 Pro 3 nm   | 6 (2+4)         | 6         | 96     | 768          | 16                  | 8             | 19 milliárd       |

1. ↑  P: teljesítmény, E: energiatakarékos, másként „hatékony” magok
2. ↑  Execution unit, végrehajtóegység

## Fordítás
Ez a szócikk részben vagy egészben  az   Apple A17 című angol Wikipédia-szócikk ezen változatának fordításán alapul.  Az eredeti cikk szerkesztőit annak laptörténete sorolja fel. Ez a jelzés csupán a megfogalmazás eredetét és a szerzői jogokat jelzi, nem szolgál a cikkben szereplő információk forrásmegjelöléseként.